# شاهکوت پروپر
شاهکوت پروپر (به انگلیسی: Shahkot Proper) یک منطقهٔ مسکونی در پاکستان است که در خیبر پختونخوا واقع شده‌است.